# شفيق بك مؤيد العظم
شفيق بك العظم أحد رجال الدولة في سوريا ابن أحمد مؤيد باشا العظم شهيد السفاح جمال باشا، ولد بدمشق سنة 1861 وتلقى دراسته في مدرسة عنتورا بلبنان أتقن من اللغات الفرنسية والتركية وألمَّ بالإنكليزية، وكان أديبا وشاعرا باللغة العربية، له قلم سيال يستهوي القلوب والعقول معاً، ولسان فصيح يخلب السامعين، ومن حدة ذكائه أنه تعلم التركية وبرع فيها كأحد أبنائها في مدة قصيرة بعد أن تجاوز الثلاثين من عمره. كان شفيق العظم شاعراً وأديباً وكاتباً مجيداً وموهوباً وكان مثقفاً ثقافة عميقة، ويعد مرجعاً كبيراً في علم الاقتصاد والمال، ولطالما اعتمدت عليه الدولة في قضايا اقتصادية مهمة.

## بداية حياته
عين في شبابه بوظائف مختلفة منها مديرية الدفتر الخانقاني بدمشق ومصلحة الجمارك في بيروت وكان في الخامسة والعشرين من عمره آنذاك. ولما سافر والده أحمد مؤيد باشا إلى الأستانة والتقى السلطان عبد الحميد الثاني أصدر ارادته بتعيينه مترجما في الما بين فعين براتب أربعين ليرة عثمانية ذهبا، وفي سنة 1896 عهد إليه بمفوضية الديون العامة في الأستانة براتب قدره 120 ليرة عثمانية ذهبية. فبقي فيها إلى سنة 1901 م وقد حدث ان عمدت الدولة إلى تمديد الخط الحديدي من رياق إلى حلب واقتضى لها أن تقدم اعتمادا لإدارة الديون العامة كي تكفل (الضمانة الكيلومترية) للخط وعزمت على إحالة جباية أعشار ولايتي سوريا وحلب إلى الإدارة المشار إليها لهذا السبب ثم عقد مجلس من رجال الدولة لإنجاز هذا العمل فدعا المجلس شفيق بك مفوض الديون العامة واستشاره في الموضوع، فرفض الشهيد الموافقة على هذا المشروع غير أن السلطان أقره فيما بعد فاضطر شفيق بك إلى الاستقالة من مفوضية الديون العامة، فما كان من هذه الإدارة التي كان الشهيد معارضا لها إلا أن قدرت له هذه الشهامة فعينته مفوضا عنها في إدارة حصر الدخان براتب 200 ليرة عثمانية ذهبية لأن أمور الحصر كانت في جملة الرسوم الستة التي تؤلف موارد الديون العامة المودوعة إليها من قبل الدولة لتسديد مطالبها وقد ابت على وطنيته أن يوافق على احالة اعشارالولايتين إلى إدارة الديون العامة باعتبار أن هذا العمل كان مخلا باعتبار الدولة وقد تخلى عن الوظيفة لهذا السبب. بقي الشهيد مفوضا لإدارة الديون العامة لدى شركة حصر الدخان حتى إعلان الدستور في سنة 1908

## شفيق والسياسة
لما أعلن الدستور لم يرشح نفسه للنيابة فما كان من أبناء المؤيد في دمشق إلا أن رشحوه ونال من الأصوات ما أهله لأن يكون نائبا عن دمشق في المجلس النيابي العثماني، وكان راتب النائب 20 ليرة عثمانية فقبل النيابة، واستقال من مفوضية حصر الدخان باختياره لأن القانون لا يجيز اجتماع النيابة مع أي وظيفة ثانية ولأن استقالته من مفوضية الحصر كان موقوفا على موافقة مجلس الديون العامة المؤلف من ممثلي الدول الأجنبية الدائنة ولا سلطة لأحد علي هذا المجلس أجاب حينئذ (بماذا أعتذر للذين رشحوني ومنحوني ثقتهم واعتمادهم ؟).
كان شفيق بك من أعاظم من أنجبته البلاد السورية وقد تناولت اسمه دون علم منه مراسلات ومذكرات سفراء فرنسا وانكلترا وقناصلها في مصر وسوريا مع وزارات الخارجية المنسوبة لهاتين الدولتين بسبب مكانته السامية التي أدت إلى ترشيحه من قبل الأحزاب السياسية والجمعية اللامركزية القائمة أثناء الحرب العالمية الأولى لتولي رئاسة الحكومة في سوريا إذا أعلن استقلالها كما دعي لتولي رئاسة المؤتمر الذي عقده زعماء ووجوه البلاد السورية في باريس فاشترط لقبول رئاسة المؤتمر أن يعقد المؤتمر في الأستانة بدلا من باريس وقد أجاب المعترضين على ذلك بقوله (فليفعل بنا الأتراك ما شاؤوا وأرادوا من سجن ونفي وتغريب فنحن وأياهم أبناء دولة واحدة ولابد لهم من أن يتراجعوا وأن يتفاهموا معنا في آخر الأمر وخير لنا أن نغسل ثيابنا فيما بيننا وأن لا ننشرها أمام الغرباء والأجانب). ولكنهم لم يقبلوا ذلك منه وعقد المؤتمر الذي باء بالفشل في باريس برئاسة الأستاذ عبد الحميد الزهراوي.
إن الأتحاديين ما كان ليخفى عليهم صدق واخلاص شفيق بك وفقا لما كانت تنطوي عليه طبيعة أجداده من إخلاص وتفاني في سبيل الدولة منذ القديم ولكن لهؤلاء الأشقياء من دواعي الانتقام ما جعله يتخذون من شهرته وتداول اسمه في المخابرات كما ورد آنفا دون علمه وسيل اتهموه فيها بالاشتراك بالجمعيات والأحزاب التي رشحته وبالاتصال بالقناصل والسفراء وأن ينتهزوا الفرصة للإيقاع به، اما الأسباب التي دعت الاتحاديين للنقمة عليه فهي متعددة أهمها :
1- استياؤهم منه لقيامه بتأسيس جمعية الأخاء العربي بعد إعلان الدستور كحزب يعمل على خدمة مصالح البلاد العربية ضمن كيان الدولة كما هي الحال في جميع المجالس النيابية لدى الأمم المتمدنة الراقية ولكنهم فسروها على عكس ذلك
2 - صفعه واهانته لطلعت باشا في مجلس النواب العثماني.
3- زواجه – بعد وفاة زوجته الأولى - من نعمت خانم أرملة المشير جواد باشا الصدر الأعظم التي لم يبق من وزراء الاتراك وعظمائهم من لم يخطبها لنفسه فرفضتهم جميعا واقترنت بشفيق بك ولكنها توفيت بعد سنة أثناء ولادتها فادعى أخو المشير جواد باشا أن الطفل ولد ميتا ولكن ثبت بشهادة كبار الأطباء أمثال بسيم عمر باشا وقنبور أوغلي وغيرهم الذين اعتنوا بتوليدها أنه ولد حيا وعاش بضعة أيام بعد ولادته فارتدوا فاشلين.
يقول الكاتب التركي القدير فالح رفقي بك أحد مرافقي جمال باشا في الحرب العالمية الأولى (السفربرلك) والذي كان مكلفا من قبله بمعالجة الشؤون المتعلقة بديوان حرب عاليه في كتابه (زيتون داغي) صفحة 50 ما ترجمته: ((كانت استانبول تصر غاية الاصرارعلى ضرورة تدقيق قرارات ديوان حرب عاليه من جانب وزارة الحربية في الأستانه، ولكن جمال باشا استفاد من قانون صدر في تلك الأثناء يخول قواد الجيوش صلاحية تنفيذ أحكام الإعدام حالا ومباشرة حينما تقتضي ضرورة الدفاع عن الوطن بذلك فأمر بتنفيذ قرارات الإعدام التي أصدرها ديوان حرب عاليه عقب صدورها مباشرة مع أن هذا القانون وضع أساسا لدرء الفساد الذي كان يمكن ميدانيا أثناء القتال فينشأ عنه الخلل في خطوط الدفاع ولكي يضع حدا للأمور المفاجئة بصورة نهائية وعاجلة ولكن جمال باشا فكر بأنه إذا ارسل قرارات ديوان الحرب إلى الأستانه وفقا لطلب الحكومة المركزية فلربما انقلبت الأمور رأسا على عقب لذا أصدر قراره بالتنفيذ حالا ثم أرسل برقية إلى الأستانة في اليوم التالي أعلن فيها أنه جرى إعدام سبعة من محكومي ديوان حرب عاليه في دمشق والباقين في بيروت)).
لقد قيل أن جمال باشا كان ينوي أن يعلن استقلال سوريا وأن ينصب نفسه ملكا عليها وأنه كان يفاوض الفرنسيين سرا فخشي أن يقاومه هؤلاء الأماجد ففتك بهم قتلا ونفيا والله أعلم عموما لقد ذهب شفيق بك المؤيد العظم ورفاقه شهداء إخلاصهم وفداء صدقهم وتفانيهم في سبيل وطنهم أمثال رشدي الشمعة وشكري العسلي وعبد الوهاب الإنكليزي والوجيه الأمير عمر الجزائري واترابهم من شباب القومية العربية كأبناء المحمصاني والشهابي وسلوم وغيرهم من الشهداء الأماثل تغمدهم الله برحمته واسكنهم فسيح جناته.
ونورد هنا ما أورده مركز الشرق العربي للدراسات الحضارية والإستراتيجية عن شفيق بك العظم ((هوشفيق بن أحمد مؤيد باشا العظم، ولد في دمشق عام 1857. أدخله والده الكتاب وهو في الثالثة من عمره، فتعلم فيه المبادئ الأساسية للقراءة والكتابة والقرآن الكريم. عام 1863 ارتحل شفيق مع أسرته إلى بيروت، وهناك التحق بمدرسة الكلية الأمريكية، ومدرسة عين تورا، وقد ظهرت عليه مخايل الذكاء والنبوغ وهو طالب على مقاعد الدراسة، مما لفت أنظار مدرسيه، وتنبؤوا له بمستقبل كبير في عالم الإبداع والسياسة، وكان يحفظ الأشياء الصعبة والألغاز والقصائد الطوال من أول مرة.
عمل شفيق العظم في مقتبل عمره في جمرك بيروت وفي قلم الدفاتر (الخاقاني) في ولاية سورية برتبة معاون مدير، فكان محط إعجاب وثقة (حمدي باشا) والي سورية، مما أثار نقمة حاسديه فوشوا به إلى السلطة العسكرية بأنه لم يكن ضمن سجل النفوس أو السجل المدني، وكان القانون العسكري لا يتهاون في هذه القضية، ويعاقب عليها أشد العقاب.
ولما علم شفيق أن السلطة العسكرية تنوي القبض علبه، بعدما فشلت وساطة والي سوريا، نُصح بأن يتوارى عن الأنظار فسافر إلى بيروت وانتقل إلى الأستانة يحمل توصية خاصة من والي سوريا، فصدرت الإرادة السلطانية بإعفائه من الخدمة العسكرية ومنحه الدرجة الثانية، ولعل تفانيه في العمل وذكائه واعتماد الوالي عليه كان وراء ذلك، فرجع إلى دمشق ثائراً في وجوه حاسديه.
بعدما تم تقسيم ولاية سورية إلى ولايتين، أُلغيت وظيفة شفيق العظم، فعينه السلطان عبد الحميد مترجماً في القصر السلطاني إذ كان يتقن إلى جانب العربية اللغة التركية والفرنسية وقليلاً من الإنجليزية. ثم تم تعيينه مندوباً للدولة في صندوق الدين التركي ثم مندوباً لدى شركة احتكار الدخان.
ولما أُعلن الدستور العثماني عام 1908 انتخب شفيق المؤيد العظم نائبا عن دمشق في مجلس المبعوثان بالرغم من رفض جمعية الاتحاد والترقي وسعيها لإخفاقه. وبعد دخوله المجلس أخذ خصومه الاتحاديون يدسون له الدسائس ويتهمونه بأنواع التزوير والاحتيال، ونبهوا الحكومة إلى الوظيفة التي يشغلها في صندوق الدين، بحجة أنه لا يجوز للنائب في المجلس أن يتولى عملاً آخر في الحكومة، ففضل النيابة وتخلى عن عمله في شركة احتكار الدخان.
في هذه الفترة ساهم شفيق العظم في تأسيس عدد من الأحزاب والجمعيات منها: حزب الإخاء العربي العثماني، وهو حزب عربي التكوين والهدف، وكان عضواً بارزاً في تأسيس الحزب الحر المعتدل، ثم حزب الحرية والائتلاف وهما الحزبان النيابيان اللذان دافعا عن الدستور أحسن الدفاع. ولما أحلت الحكومة الاتحادية المجلس الأول بعد الدستور، رشح شفيق نفسه مرة ثانية للنيابة فأخفق كما أخفق زميلاه (شكري العسلي وعبد الحميد الزهراوي) بسبب تزوير الانتخابات، من أجل حرمان الشعب العربي من نواب أقوياء يدافعون عن حقوقه المهضومة.

## قصة إعدامه
على الرغم من المؤامرات والدسائس التي كانت تحاك له في السر والعلانية، وحرمانه الكثير من حقوقه، إلا أنه كان كثير الاهتمام بحالة الدولة، كثير التفكر في مستقبلها، ومع ذلك فإن إخلاصه لم ينجه من انتقام السفاحين بسبب خلافاته مع طلعت باشا حول القروض التي اقترضتها الحكومة الاتحادية باسم الدولة، ولم تنتفع منها الدولة بشيء. مما أثار أحقاد الاتحاديين عليه، حتى جاء اليوم الذي صفت فيها جماعة الاتحاد والترقي حسابها مع خصومها ومنهم شفيق فسجن في عالية في لبنان، وكان قرار اتهامه بأنه مؤسساً لجمعية الإخاء العربي، وأنه كان على اتصال وتبادل مذكرات مع السفير الفرنسي في الأستانة ومأموري فرنسا السياسيين في مصر وسوريا لأجل إمارة سوريا واستقلال العرب، ودعوة القوى العسكرية الفرنسية إلى المملكة، ثم أسس الرابطة اللامركزية، وثبت أنه بعد العفو العام اشتغل بهذه المسائل واتفق مع زعماء سورية على انسلاخ سورية من جسم الدولة.
وفي السجن طال شعره كثيراً بعد أن مكث فيه أربعة أشهر من غير حلاقة، فتدلى شعره حتى بلغ قمة كتفيه وامتدت لحيته البيضاء الناصعة حتى بلغت أسفل صدره، فأراد جمال باشا السفاح ليلة الغدر به أن يخفف من هيبته على المشنقة فبعث إليه حلاقاً من عنده، فلما دخل عليه ورأى تلك الهيبة المجسمة وذاك الوقار الساكن، أخذته الرعشة وكاد يغمى عليه، فالتفت إليه شفيق وقال له: (لا تخف اذهب وأخبر من أرسلك أنني أريد أن ألقى وجه ربي بهذه الشيبة التي يستحيي من عذابها).
وتقدم شفيق العظم إلى المشنقة برباطة جأش نادرة المثال، فألقى خطبة بليغة موجزة، بين فيها الغاية الشريفة التي كان يهدف إليها رجال العرب، ثم طلب من الحاضرين قراءة الفاتحة، وكان ذلك يوم السادس من شهر أيار عام 1916 في ساحة الشهداء (المرجة) في دمشق.
كان له من الأولاد ثمانية منهم: اثنان من الذكور، أحدهما (واثق بك) كاتم أسرار السفارة العثمانية في مدريد، والثاني (هشام) وكان تلميذاً في مدرسة الحقوق في بيروت، فنفي مع شقيقاته وسائر الأسرة المؤيدية العظيمة إلى الأناضول قبل إعدام أبيه.
كان العظم سمحاً كريماً في تعامله مع الآخرين، حتى إنه كان يصرف الألوف من الجنيهات على معارفه وأصدقائه ولا يضن بماله على أحد.